# ブラック・ウィドウ (ヤレナ・ベラーヴァ)
クリムゾン・ウィドウ（Crimson Widow）ことヤレナ・ベローヴァ（Yelena Belova）は、マーベル・コミックから出版されるコミック作品に登場するキャラクターである。スパイとして描かれており、ブラック・ウィドウの名前を使った2人目の現代のキャラクターである。『インヒューマンズ』第5号（1999年3月）で初登場し、デヴィン・グレイソンとJ・G・ジョーンズにより創造された。ヤレナはレッドルームでスパイ兼暗殺者として訓練を受けた。元々はナターシャ・ロマノフを殺害するために送り込まれた敵であったが、その後同盟関係を結ぶこととなる。彼女はS.H.I.E.L.D.、ヴァンガード、HYDRAのメンバーを経験し、またHYDRAによりスーパーアダプトイドへと変えられた。スーパーアダプトイドとしてA.I.M.の最高評議員も務めた。2017年に元のコードネームであるブラック・ウィドウを再び使用した。

## 出版史
ヤレナ・ベラーヴァはナターシャ・ロマノワ（ナターシャ・ロマノフ）に次ぐ現代のブラック・ウィドウであり、初登場時はソ連崩壊後のロシアのGRUのスパイだった。彼女は『インヒューマンズ』第2シリーズ第5号（1999年3月）で小登場した後、1999年のマーベル・ナイツのミニシリーズ『ブラック・ウィドウ』で本格的に紹介された。続いて 2001年の第2のミニシリーズ『ブラック・ウィドウ』ではナターシャ・ロマノフとデアデビルと共演した。さらにその翌年には成人読者向けのマーベルMAXインプリントで全3号のミニシリーズ『ブラック・ウィドウ』（または『ブラック・ウィドウ: ペイル・リトル・スパイダー』）で彼女は単独主役を務めた。2002年6月から8月にかけてのグレッグ・ルッカ脚本、イゴール・コーディ作画のストーリーアークは彼女が『インヒューマンズ』に登場する以前の出来事を描いており、2代目の現代のブラック・ウィドウとなるまでの物語をフラッシュバックさせたものであった。

## キャラクターのバイオグラフィ
ヤレナは初代ブラック・ウィドウであるナターシャ・ロマノフを育てた者と同じスパイマスターからレッドルームで訓練を受けた非道徳的なスパイ、暗殺者である。訓練生だったピョートル・ヴァシリエヴィチ・スタルコフスキーの死後、彼女は新たなブラック・ウィドウとなって活動を開始し、彼の殺害犯の捜査に乗り出す。Yelenaは犯人を逮捕、抹殺するが、一連の事件と捜査は彼女に新ブラック・ウィドウを名乗らせるための策略であり、彼女はそれにまだ気付いていなかった。自分こそが「ブラック・ウィドウ」の正当な後継者であると考えたYelenaはナターシャと対決することとなる任務に志願するが、2人の出会いと対峙は決定的な戦いには至らなかった。ナターシャはYelenaに盲目的に国歌に身を捧げるのではなく、自身の個性や個人的なアイデンティティを見つけ出すように勧める。ナターシャはその後、ヤレナに残酷ではあるが必要な処置を施し、「ブラック・ウィドウ」の称号に対する幻想を打ち砕いてスパイの世界の現実を教える。ヤレナは最終的に引退してキューバに移り、実業家やモデルとして成功を収める。
しかしながらヤレナは諜報組織S.H.I.E.L.D.の誘いで現場に復帰し、南極のサベッジランドのヴィブラニウムの違法な採掘任務に携わる。そこでサウロンの攻撃を受けて大火傷を負いながらも辛うじて生き延びた彼女はS.H.I.E.L.D.とニューアベンジャーズへの復讐を持ちかけられる。
大怪我を負ったヤレナはテロ組織HYDRAによって遺伝子改造を施される。ヤレナの復讐心を買ったHYDRAはA.I.M.に依頼して彼女の精神を新型のスーパーアダプトイドに移植する。この身体は当初はヤレナと同じような見た目であったが、パワーを吸収するにつれてオリジナルのスーパーアダプトイドと同様に変化し、色は黄色になった。ニューアベンジャーズのすべてのパワーをコピーできるようになった彼女はチームと戦闘を繰り広げる。彼女はアイアンマンの歴代アーマー軍の総攻撃を受け、さらにセントリーのパワーをコピーしたことによりボイドの人格に触れてしまったために敗北する。彼女は情報漏洩を危惧したHYDRAによって口封じのために遠隔で自爆させられた。
彼女は後に自警グループであるヴァンガードで復帰した。
「ダークレイン」展開中、カジモトがノーマン・オズボーンのためにYelenaを調査した。ヤレナはオズボーンのサンダーボルツに加わるために現れたが、後にその彼女はナターシャ・ロマノフの変装であったことが判明する。彼女はニック・フューリーの二重スパイとしてサンダーボルツを誘い込むための作戦であると思い込んでいたが、実際にはオズボーンがフューリーを騙って罠を張っていたことが判明する。ナターシャがサンダーボルツから逃げた後、オズボーンは昏睡状態にある本物のヤレナの存在をスカージに明かし、彼女が彼の代わりにチームに入る可能性があると警告する。
本物のヤレナはA.I.M.によって昏睡状態から復活し、スーパーヴィランの国であるバガリアの国務大臣に就任する。
ナターシャ・ロマノフがHYDRAのキャプテン・アメリカによって殺害され、その後「シークレット・エンパイア」展開で本物のキャプテン・アメリカによって彼が敗北するとヤレナは再びブラック・ウィドウとして活動を始めたが、今回は亡きナターシャに敬意を表してのことであった。ヤレナはHYDRA事件の混乱から世界が復興に向かう中で極悪人やHYDRA残党を暗殺するために各地を飛び回り、その姿はナターシャのかつての恋人のウィンター・ソルジャーやホークアイの目にも留まった。

## パワーと能力
ブラック・ウィドウは限界まで鍛えられた運動能力を持っている。また広範な軍事、格闘技、スパイの訓練を受けている。
スーパーアダプトイドとしては周囲の人物の能力をコピーする事が出来、ルーク・ケイジ、アイアンマン、ミス・マーベル、セントリー、スパイダーマン、スパイダーウーマン、ウルヴァリンをコピーした実績がある。

## セクシュアリティー
グレイソンによって無性愛者であることが確認されている。

## MCU版
マーベル・シネマティック・ユニバース（MCU）では、エレーナ・ベロワをフローレンス・ピューが演じる。日本語吹替は田村睦心が担当する。

### キャラクター像
“レッドルーム”で訓練プログラムを受けた暗殺者。実の家族は消息不明で、幼少期の1992〜1995年の3年間には潜入任務を請け負ったアレクセイ・ショスタコフ/レッド・ガーディアンやメリーナ・ヴォストコフ、そしてナターシャ・ロマノフ/ブラック・ウィドウ（初代）とアメリカ・オハイオ州で幸せに暮らしていたが、自分たち4人が擬似家族であることも潜入任務のことも知らなかったため、アレクセイを実父、メリーナを実母、ナターシャを実姉と本物の家族と思っていた。だが任務が終了しオハイオ州から脱出すると、ドレイコフらによってメリーナとアレクセイと引き離された挙句、ナターシャや多数の少女たちと共にレッドルームへ拉致されて、組織の主力の暗殺者“ウィドウ”に仕立て上げられた。
尠くも1995年時の6歳の頃までは明るく純粋で、マカロニを好物とする少女だったが、成人した現代では好物はそのままに、ナターシャや複数のヒーローが披露する三点着地を揶揄したり、思い付いたジョークや下品な話題を恥じることも後先考えることもせずに声に出すほどやんちゃで口汚く、互いに明確な敵対心が無い者には人見知りせずに色々と話す飾らない性格となっており、戦いの際には相手が倒れるまで猛烈な攻撃を仕掛けるほどの容赦無い一面も見せる。
また、互いに“秘密の口笛”を優しく吹きあうほど想い慕っていたナターシャの“S.H.I.E.L.D.”への鞍替えを勝手な抜け駆けと思いこみ、そのことで自分たちウィドウズの洗脳が一層厳重となった苦境から、ナターシャには愛情と共に恨むほどの複雑な想いを抱いてしまった。
そして現世代のウィドウとして着々と任務をこなす日々を送っていたが、洗脳を解かれて再会したナターシャやアレクセイ、メリーナたちとの共闘でレッドルーム壊滅を果たすと、新たな人生を歩みはじめる。

### 能力
英語とロシア語などを話せるマルチリンガルで、幼い頃から高度な戦闘訓練を積んだことにより、人間として最高レベルの筋力・敏捷性・スタミナを有している。徒手空拳での格闘戦能力に優れることに加え、銃火器各種や数多くの白兵戦用武器の取り扱いから、車両各種と航空機の操縦にまで精通しているなど、ナターシャに勝るとも劣らないほどの総合的な実力を秘めている。

### ツール・ビークル
万能リストバンドの“ウィドウズ・バイト”を中心に、近接戦用の武器やハンドガンも多用する。
上記のほかにも、AWF、XM25、ダガーナイフ、M84スタングレネードを駆使しており、再会したナターシャと乱闘した際には、皿や包丁・カーテンも凶器として扱った。

### 各作品での活躍
『ブラック・ウィドウ』
演 - フローレンス・ピュー（本編）、ヴァイオレット・マッグロウ（幼少期）。
日本語吹替 - 田村睦心（本編）、安藤紬（幼少期）
本作でMCU初登場。
“アベンジャーズの内乱”直後の時期にモロッコのタンジェで暗殺標的のオクサナを手にかけるも、今際の際の彼女から“レッドダスト”を浴びせられたことで洗脳を解かれ、右脚に埋め込まれた発信機を摘出・破棄してレッドルームを離反。オクサナから託された他のウィドウたちの解放を決意した。
それからブダペストに赴き、かつてレッドルームを離反したナターシャが手伝ってくれると期待してレッドダストを送ると、後日隠れ家にやって来た彼女と再会。相手への疑念から牽制し合って乱闘となるも、最終的に互いの事情を理解し、ナターシャにレッドルームとドレイコフが未だに健在であることを知らせた。そこへウィドウズやタスクマスターの急襲を受け、ナターシャに文句を多数浴びせながらも、市内を2人で逃走。激しい追跡からタスクマスターらを撒くと、怪我の手当てやウィドウとなって以降の身の上話などを通してナターシャと姉妹仲を取り戻していき、2人でレッドルーム壊滅を決意した。
レッドルーム本部の在り処を求めて、アレクセイが収監されている刑務所やメリーナの養豚場に赴き、前者ではアレクセイの脱獄をサポートしたものの、“両親”だった2人にいざ再会するや、人格に問題があるようにしか受け取れない彼らのさまざまな言動や態度に直面し、自分たちが擬似家族だった事実を受け入れられないことも手伝って失望。遂にはメリーナによって捕縛され、連行先のレッドルーム本部で洗脳を解かれた仕組みを究明するための開頭処置を受けかける。
だがナターシャとメリーナの策により、密かに装備されていたイヤーピースとナイフを駆使して脱出。そこからメリーナの指示に従い、壊滅をはじめる本部を駆け抜けながら奪取したレッドダストでウィドウズの洗脳を解き、彼女たちを輸送機に乗せると、自身はドレイコフらが搭乗した輸送機を決死の覚悟で破壊した。その際の爆風の煽りで本部から転落するが、追いかけて来たナターシャがパラシュートを装着・展開してくれたことで難を逃れ、地上に着くとタスクマスター（アントニア）との一騎討ちを制したナターシャと“本物の姉妹/家族”だったことを交感し合って、同じく脱出に成功していたアレクセイやメリーナとも、皆心の底で家族としての想いを明確に残していたことから蟠りを解いた。そしてサディアス・ロス率いる当局の部隊が接近する中、世界各地に残っているウィドウたちの解放をナターシャから託され、彼女の心遣いも受けて“両親”や脱出してきたウィドウズとアントニアと共にその場を離脱し、ナターシャと別れることになった。
そして“ザ・ブリップ”後の現代であるポスト・クレジット・シーンにおいて、愛犬の“ファニー”を連れながらかつて“家族”と住んでいたオハイオ州へナターシャの墓参りに訪ねた。墓石に額をつけて祈りながら秘密の口笛を吹き、涙ぐんでいたところに現れたヴァレンティーナ・アレグラ・デ・フォンテーヌから、「次のターゲットはこの人。彼のせいでお姉さんは死んだ」と伝えられ、手渡されたタブレットに映る“ローニン”のスーツ姿のクリント・バートン/ホークアイ（初代）を目にする。
『ホークアイ』第4〜6話
本作では、クリント抹殺に動く実質的なヴィランの役割で登場。同時に、彼女によるウィドウたちの解放の一端や、その活動の最中の2018年に“デシメーション”で消滅し、5年後に復活した人物の一人であることも示唆され、姉であるナターシャの死を受け入れきれていない様子も描写される。また、新たに出会ったケイト・ビショップ/ホークアイ（2代目）とは、立場的に敵対関係になるものの、彼女とニューヨーク観光やクリスマスの話題で盛り上がったり、ユーモラスな小競り合いを繰り広げるなど、彼女を何処か気に入ったような素振りも見せる。
クリスマス3日前の夜、覆面を被ってマヤ・ロペスの自宅マンションの向かい側のビルの屋上にいたクリントを襲撃し、彼を援護しようと駆け付けたケイトにワイヤーを装着してから一度ビルの下へ放り投げ、ケイトを追ってきたマヤまで加わって三つ巴の乱戦になった結果、素顔をクリントたちに見られて撤退した。
次の日の夜には、ケイトの自宅に侵入し、帰宅したケイトをイニシャルやフルネームで呼んで彼女との会話を楽しみつつ、自分が暗殺依頼を引き受けてクリント抹殺にやって来たと明かしてしまうも、クリントを慕うケイトに「世界を救ったヒーローはクリントではなく、あたしの姉」と心情を吐露してその場を去った。
そしてクリスマス・イヴの昼間に、街中を歩くエレノア・ビショップを尾行し、彼女とウィルソン・フィスク/キングピンの密会を隠し撮りして、その動画をケイトに送ることで自分の雇い主がエレノアであると知らせ、同日の夜には、スーツの上に緑のコートを羽織って、紫の口紅で唇を彩り、クリントを追ってコムキャスト・ビルに潜入。ビル内で発生した混乱に乗じてクリントを仕留めようとするも、居合わせたケイトに阻まれ、一瞬のチャンスでクリントに放った銃撃も失敗した。
その後、“トラックスーツ・マフィア”を一網打尽にして一人になったクリントに再び奇襲をかけ、「姉に何があったのか」と聞き出すが、彼が話すナターシャの選択と最期について信じられずに嘘と断じて一方的にクリントを叩き伏せ、銃を向けてしまう。しかし、クリントが姉妹の秘密の口笛のことや、彼女たちの幼少期の逸話、「彼女が選んだ道だ、受け入れて生きていくしかない」という言葉などを受け、悲しみつつ姉の選択を受け入れることを決意し、銃を収めてクリント抹殺を断念し、彼に手を差し伸べて立ち去る。
2025年5月2日公開予定の映画『サンダーボルツ*』にも出演が決定している。

## 他のメディア

### テレビ
ヤレナ・ベラーヴァはテレビアニメ『アベンジャーズ・アッセンブル』で登場し、原語版声優をジュリー・ネイサンソンが務めた。彼女は第3シーズン『アベンジャーズ: ウルトロン レボリューション』でバロン・ストラッカーがレッドルームとウィンター・ソルジャー・プログラムを再起動させた後に第2のブラック・ウィドウとして初登場する。シーズン第14話「過去の記憶」で彼女はブルース・バナーを拉致してストラッカーのシベリア基地に連れてき、ウィンター・ハルクに変身させるために送り込まれる。しかし現役のブラック・ウィドウであるナターシャ・ロマノフが介入し、ストラッカーの計画に関与しているベラーヴァと戦う。キャプテン・アメリカとアイアンマンの助けを得てナターシャはベラーヴァ、ストラッカー、ウィンター・ハルクを倒すが、ベラーヴァは逃走する。第4シーズン『アベンジャーズ: シークレット・ウォーズ』では「クリムゾン・ウィドウ」（"Crimson Widow"）を名乗って再登場する。シーズン第4話「プリズン・ブレイク」で彼女はダルザ、タイフォイド・メアリーと共にヴォルトからの脱獄を試みるが、キャプテン・マーベルとワスプに敗れる。シーズン第8話「ハロウィーンは大嫌い」では元ヒドラ科学者のホイットニー・フロストをホークアイから取り戻すためにベラーヴァとクロスボーンズが派遣される。しかしながらドラキュラの吸血鬼軍団から逃れた彼らはアベンジャーズに逮捕される。第5シーズンかつ最終シーズンの『アベンジャーズ: ブラックパンサー・クエスト』の最終回「ハウス・オブ・マダム・マスク」で彼女はレッドスカル、クロスボーンズ、タイフォイド・メアリーと共に戦う。

### ゲーム
- ヤレナ・ベラーヴァのブラック・ウィドウ・スーツはPlayStation Portable版の『MARVEL ULTIMATE ALLIANCE』でナターシャ・ロマノフの代替コスチュームとして使用可能である[32]。
- ヤレナ・ベラーヴァのブラック・ウィドウは『The Punisher: No Mercy』に登場する。このバージョンはS.H.I.E.L.D.のメンバーである[33]
- ヤレナ・ベラーヴァ/ダーク・ウィドウは『Marvel Avengers Alliance』でミニボスとして登場する[34]。
- ヤレナ・ベラーヴァは『MARVELパズルクエスト: スーパーヒーロー・バトル!（英語版）』でミニボス及びアンロッカブルのプレイアブルキャラクターとして登場する[35]。2020年にMCU版のベラーヴァも追加されている[36]。
- ヤレナ・ベラーヴァのブラック・ウィドウ・スーツは『Marvel Heroes』でナターシャ・ロマノフの代替コスチュームとして使用可能である[37]。
- ヤレナ・ベラーヴァは『マーベル・フューチャーファイト（英語版）』では映画『ブラック・ウィドウ』のタイアップ・アップデートの一環としてプレイアブルキャラクターとして追加されている。

### モーションコミック
- ヤレナ・ベラーヴァのブラック・ウィドウが『Marvel Knights - Spider-Woman: Agent of S.W.O.R.D.』に登場し、声優はジョエレン・アンクラムが務めた[30]。
- ヤレナ・ベラーヴァのブラック・ウィドウが『Marvel Knights: Inhumans'』に登場し、声優はサラ・エドモンソン（英語版）が務めた[30]。

### 小説
アリサ・クイットニー著の『New Avengers: Breakout』にヤレナ・ベラーヴァが登場する。このバージョンの彼女はナターシャ・ロマノフの元友人でレッドルーム・プログラムのルームメイトである。S.H.I.E.L.D.の不正な派閥に属する彼女はサベッジランドでの極秘の発掘作業を監督し、ロマノフやアベンジャーズと対立する。